# Thurins
Thurins är en kommun i departementet Rhône i regionen Auvergne-Rhône-Alpes i östra Frankrike. Kommunen ligger i kantonen Vaugneray som tillhör arrondissementet Lyon. År 2022 hade Thurins 3 268 invånare.

## Befolkningsutveckling
Antalet invånare i kommunen Thurins
| Referens: INSEE |